# Orthopsidae
De Orthopsidae zijn een familie van uitgestorven zee-egels uit de infraklasse Carinacea. De relatie met andere groepen uit de infraklasse is nog onduidelijk.

## Geslachten
- Cuscuzispina Manso & Souza-Lima, 2011 †
- Orthopsis Cotteau, 1864 †
- Pseudorthopsis Sanchez Roig, 1949 †